# Карел Борівой Пресл
Ка́рел Боріво́й Пресл (чеськ. Karel Bořivoj Presl) (17 лютого 1794, Прага—2 жовтня 1852, Прага) — богемський ботанік, професор Празького університету. Брат відомого природознавця Яна Пресла. Все життя прожив у Празі.
У 1820 році опублікував працю «Flora bohemica».

## Визнання
Чеське ботанічне товариство назвало на честь братів Преслів свій журнал Preslia (заснований у 1914).